# Bergouey-Viellenave
Bergouey-Viellenave é uma comuna francesa na região administrativa da Nova Aquitânia, no departamento dos Pirenéus Atlânticos. Estende-se por uma área de 10,91 km². Em 2010 a comuna tinha 121 habitantes (densidade: 11,1 hab./km²).
O seu nome em basco é Burgue-Erreiti.